# Phare d'Isle au Haut
Le phare d'Isle au Haut (en anglais : Isle au Haut Light) est un phare actif situé à Robinson Point sur l'Isle au Haut, dans le comté de Knox (État du Maine).
Il est inscrit au Registre national des lieux historiques depuis le 21 janvier 1988 .

## Histoire
La tour et les bâtiments annexes du phare d'Isle au Haut ont été construits en 1907 par le Corps du génie de l'armée des États-Unis sur un site de 8 hectares à Robinson Point. La tour du phare a été construite légèrement dans l'eau et consiste en une section cylindrique supérieure en granit blanc et en brique reposant sur une fondation conique en blocs de granit. Les quartiers du gardien consistent en une maison de deux étages et demi, reliée à la tour par une rampe. Outre la tour, la station est composée d'un hangar à bateaux, d'une cabane à carburant et d'un hangar de stockage.
Le phare a été automatisé en 1934 et le gouvernement a vendu la propriété, à l'exception de la tour, à la famille Robinson qui utilisa la propriété comme résidence d'été jusqu'à ce qu'elle soit vendue à Jeff et Judi Burke en 1986. Les Burkes transformèrent le logement du gardien en une chambre d'hôtes appelé "The Keeper's House", qu'ils exploitèrent jusqu'en 2007. La Garde côtière a transféré le phare à la ville d'Isle au Haut en 1998 dans le cadre du Maine Lights Program et de la tour a été complètement restauré en 1999.
Le phare reste en service à partir de 2008. L'optique actuelle de l'éclairage est un objectif solaire de 250 mm qui a remplacé la lentille de Fresnel d'origine de quatrième ordre qui est maintenant exposée au Maine Lighthouse Museum de Rockland.

## Description
Le phare  est une tour cylindrique en granit et en brique, avec une galerie et une lanterne de 12 m de haut. La tour est peinte en blanc et la lanterne est noire. feu isophase Il émet, à une hauteur focale de 115 m, un éclat rouge de 0,6 seconde par période de 4 secondes et d'un feu blanc de secteur sur le chenal. Sa portée est de 8 milles nautiques (environ 15 km) pour le feu rouge et 6 11.
Identifiant : ARLHS : USA-404 ; USCG : 1-3360 - Amirauté : J0068 .
|          |
| Le phare |

### Lien connexe
- Liste des phares du Maine